# Сцилла и Харибда

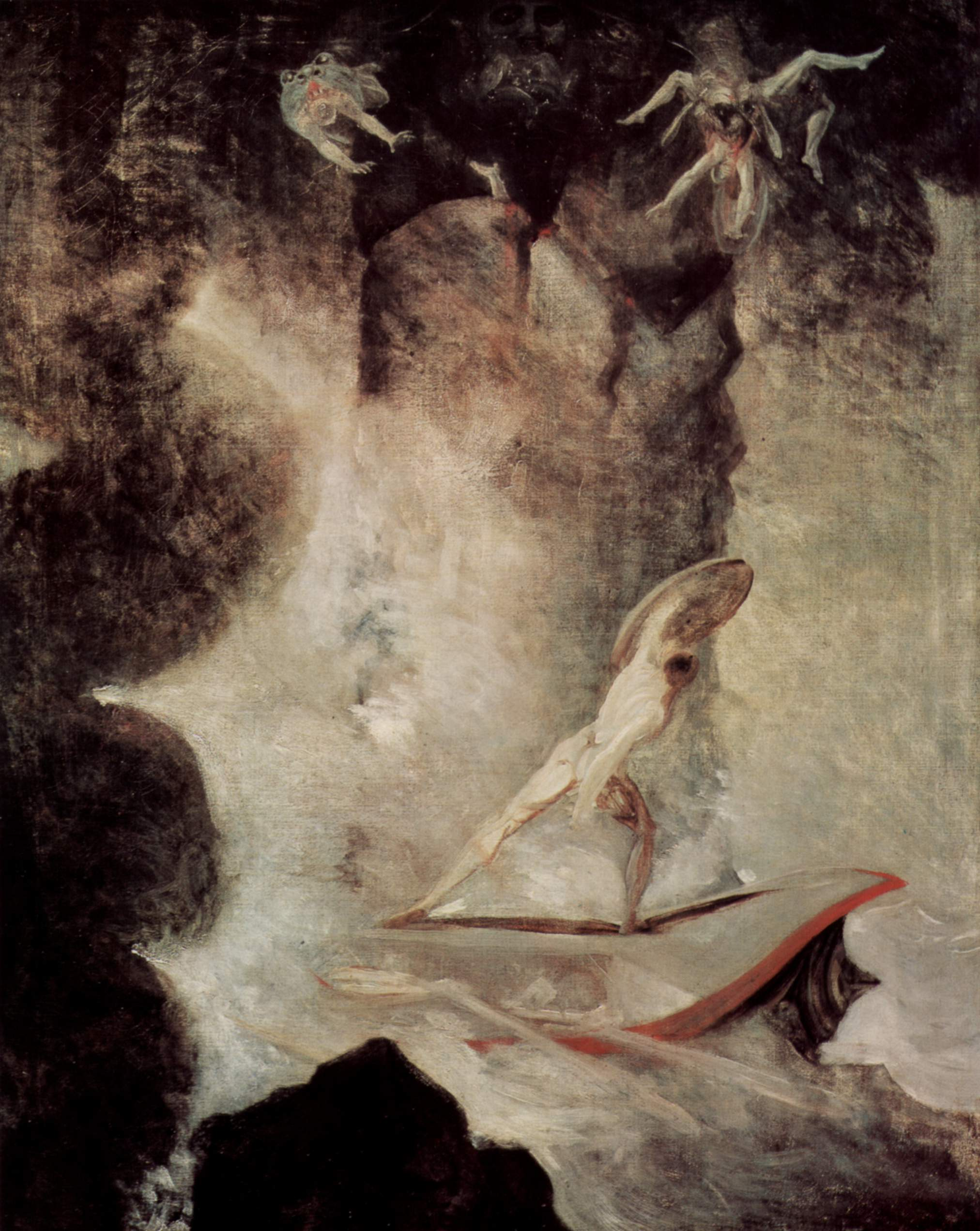
И. Г. Фюссли. Одиссей проплывает под Сциллой

Сци́лла (др.-греч. Σκύλλα, в латинской транслитерации Сци́лла, лат. Scylla) и Хари́бда (др.-греч. Χάρυβδις, допустима транскрипция Харибдида) — морские чудища из древнегреческой мифологии. Харибда в древнегреческом эпосе — олицетворённое представление всепоглощающей морской пучины (этимологически Харибда восходит к лексеме, означающей «водоворот», хотя есть и иные толкования этого слова). В Одиссее Харибда изображается как морское божество (др.-греч. δία Χάρυβδις), обитающее в проливе под скалой в расстоянии полёта стрелы от другой скалы, которая служила местопребыванием Сциллы.

## Доксография
В древнейших мифологических сказаниях Харибда едва ли играла какую-либо роль; позднее она была названа дочерью Посейдона и Геи.
В различных мифографических источниках Сцилла считается:
- дочерью Форкиса и Гекаты;
- либо дочерью Форбанта[2] и Гекаты[3];
- дочерью Тритона и Ламии (по Стесихору, дочь Ламии[4]);
- дочерью Тифона и Эхидны;
- дочерью Посейдона (Дейма) и Кратайиды;
- дочерью Тритона;
- или дочерью Посейдона или Геи[5].
- дочерью реки Кратеиды[6] и Триена (либо Форка); Гомер называет её матерью нимфу Кратайиду, дочь Гекаты и Тритона.
- По Акусилаю и Аполлонию, дочь Форка и Гекаты, именуемой Кратеидой[7];
- По версии, дочь Тиррена[8];
- У Вергилия чудовище Сцилла отождествляется с дочерью Ниса[9].

В некоторых сказаниях Сцилла иногда представляется красивой девушкой: так, её любви искал Главк, но волшебница Кирка сама пленилась Главком. Сцилла привыкла купаться, и Кирка из ревности отравила воду снадобьями, и Сцилла стала свирепым зверем, её красивое тело было изуродовано, нижняя его часть обратилась в ряд собачьих голов.
По другому сказанию, это превращение было совершено Амфитритой, которая, узнав, что Сцилла стала возлюбленной Посейдона, решила этим способом (отравив воду) отделаться от опасной соперницы.
Согласно «Эпическому циклу» Дионисия Самосского, за похищение одного из герионовых быков у Геракла Сцилла была убита последним, но снова возвращена к жизни своим отцом Форкисом, который сжёг её тело.

## Описание у Гомера
Скала Сциллы высоко подымалась острой вершиной до неба и вечно была покрыта тёмными облаками и сумраком; доступ к ней был невозможен вследствие её гладкой поверхности и крутизны. Посредине её, на высоте, недосягаемой даже для стрелы, зияла пещера, обращённая тёмным жерлом на запад: в этой пещере обитала страшная Сцилла. Без умолку лая (Σκύλλα — «лающая»), чудовище оглашало окрестности пронзительным визгом. Спереди у Сциллы двигалось двенадцать лап, на косматых плечах подымалось шесть длинных гибких шей, и на каждой шее торчало по голове; в пасти у неё сверкали частые, острые, расположенные в три ряда зубы. Вдвинувшись задней частью туловища вглубь пещеры и выставившись грудью наружу, она всеми головами выслеживала добычу, шаря лапами кругом по скале и вылавливая дельфинов, тюленей и других морских животных. Когда проходил корабль мимо пещеры, Сцилла, разинув все пасти, разом похищала с корабля по шесть человек. В таких чертах обрисовывает Гомер Сциллу.
Харибда, напротив, у Гомера не имеет индивидуальности: это просто морской водоворот, тревожимый незримой водяной богиней, которая три раза в день поглощает и столько же раз извергает морскую воду под второй из упомянутых скал.
Когда Одиссей со своими спутниками проходил тесным проливом между Сциллой и Харибдой, последняя жадно поглощала солёную влагу. Рассчитав, что смерть от Харибды угрожает неминуемо всем, тогда как Сцилла могла схватить своими лапами лишь шесть человек, Одиссей, с потерей шести своих товарищей, которых сожрала Сцилла, избегает ужасного пролива.
Когда позднее, в наказание за святотатственное избиение быков Гипериона, по воле Зевса, буря разбила корабль Одиссея и разметала по морю трупы его товарищей, сам Одиссей, успевший прицепиться к мачте и килю, был снова отнесён ветром к Харибде. Видя неминуемую гибель, он в тот момент, когда обломки корабля попали в водоворот, ухватился за ветви смоковницы, спускавшейся к воде, и висел в таком положении до тех пор, пока Харибда не выбросила обратно «желанные брёвна». Тогда он, раскинув руки и ноги, всей тяжестью упал на выброшенные остатки корабля и, оседлав их, выбрался из водоворота.
Согласно Гигину, снизу собака, сверху женщина. У неё было 6 рождённых ею собак, и она сожрала 6 спутников Одиссея.
Подобно Одиссею, счастливо миновал Харибду и Ясон со своими спутниками, благодаря помощи Фетиды; Эней же, которому тоже предстоял путь между Сциллой и Харибдой, предпочёл объехать окольным путём опасное место.
У Вергилия упоминается несколько Скилл, которые в числе других чудовищ населяют преддверие Тартара.

## География
Географически местопребывание Сциллы и Харибды приурочивалось древними к Мессинскому проливу между Сицилией и Калабрией, причём Харибда помещалась в сицилийской части пролива под Пелорским мысом, а Сцилла на противоположном мысе (в Бруттии, близ Регия, современная Шилла), носившем в историческое время её имя (лат. Scyllaeum promontorium, др.-греч. Σκύλλαιον). При этом обращает на себя внимание несоответствие фантастического описания сказочного опасного пролива у Гомера с действительным характером Мессинского пролива, который не столь опасен для мореплавателей. Известно, что части скал обрушились во время сильнейшего землетрясения 5 февраля 1783 года в этом регионе.  На самом деле Скилла — остроконечная скала, Харибда — большой водоворот.
Кроме мессинской Харибды, в древности под именем Харибды были известны пропасть, в которой исчезало на некотором протяжении течение реки Оронта в Сирии, между Антиохией и Апамеей, и водоворот близ Гадиры в Испании.

## Фольклор
Сопоставление Сциллы с Харибдой послужило образованию пословицы, равнозначащей русской поговорке «между молотом и наковальней»: сюда относятся др.-греч. τὴν Χάρυβδιν ἐκφυγὼν τῇ Σκύλλῃ περιέπεσον (то есть, избегнув Χарибды, наткнулся на Сциллу), на латыни гекзаметр «Incidis in Scyllam cupiens vitare Charybdin» (то eсть натыкаешься на Сциллу, желая избежать Харибды) и другие её разновидности.

## Истолкование
Рационалистическое истолкование этих чудовищ приводит Помпей Трог. По интерпретации Полибия, описана ловля рыбы у Сциллейской скалы. По другому истолкованию, Сцилла — это быстроходная триера тирренцев, от которой бежал Одиссей. По третьему истолкованию, Сцилла жила на острове, была красивой гетерой и имела при себе параситов, вместе с которыми «поедала» (то есть разоряла) чужеземцев.

## В литературе и искусстве
- Существовала поэма Стесихора «Скилла» (фр. 220 Пейдж) и дифирамб Тимофея «Скилла»[26].
- В произведениях искусства Скилла изображалась в виде чудовища с собачьей головой и двумя дельфиньими хвостами или с двумя головами страшилищ и дельфиньим хвостом.
- В произведении Виктора Гюго «Собор Парижской Богоматери» одна из глав называется «От Харибды к Сцилле», а также в произведении «Отверженные» — глава «Харибда предместья Сент-Антуан и Сцилла предместья Тампль». Упоминаются морские чудища и в романе «Человек, который смеётся»: «Бедность — Харибда, богатство — Сцилла».
- В повести «Далёкая Радуга» братьев Стругацких «Харибда» — название гусеничного механизма, поглощавшего энергию Волны — глобального катаклизма, вызванного экспериментом физиков.
- Образы Сциллы и Харибды детально и искусно изображены в сериале «Одиссея» (1997) с Армандом Ассанте в главной роли.
- Прообраз Сциллы используется в американском сериале «Побег» как хранилище тайных операций и служащих террористической группировки «Компания».